# Список умерших в 649 году
Список умерших в 649 году — перечень исторических деятелей, чья смерть зафиксирована в 649 году нашей эры. Записи расположены в хронологическом порядке, если известна дата смерти, или в алфавитном порядке.

## Март
- 14 марта — Ландон — епископ Реймса (645—649).

## Май
- 14 мая — Теодор I — Папа Римский (642—649).

## Июль
- 6 июля — Гоар — отшельник, священник, католический святой.
- 10 июля — Ли Ши-минь (51) — китайский император (с 627) династии Тан.

## Дата смерти неизвестна или требует уточнения
- Иоанн Лествичник — христианский богослов, византийский философ, игумен Синайского монастыря, святой Православной и Католической церквей.
- Рогаллах мак Уатах — король Коннахта (622—649) из рода Уи Бриуйн.
- Сога-но Кура-но Ямада-но Исикава-но Маро — японский государственный и политический деятель.
- Убайй ибн Каб — сподвижник пророка Мухаммада и его секретарь.